# Meigenia simplex
Meigenia simplex är en tvåvingeart som beskrevs av Tschorsnig och Herting 1998. Meigenia simplex ingår i släktet Meigenia och familjen parasitflugor. Inga underarter finns listade i Catalogue of Life.